# Schneckenberg (Offenbach am Main)

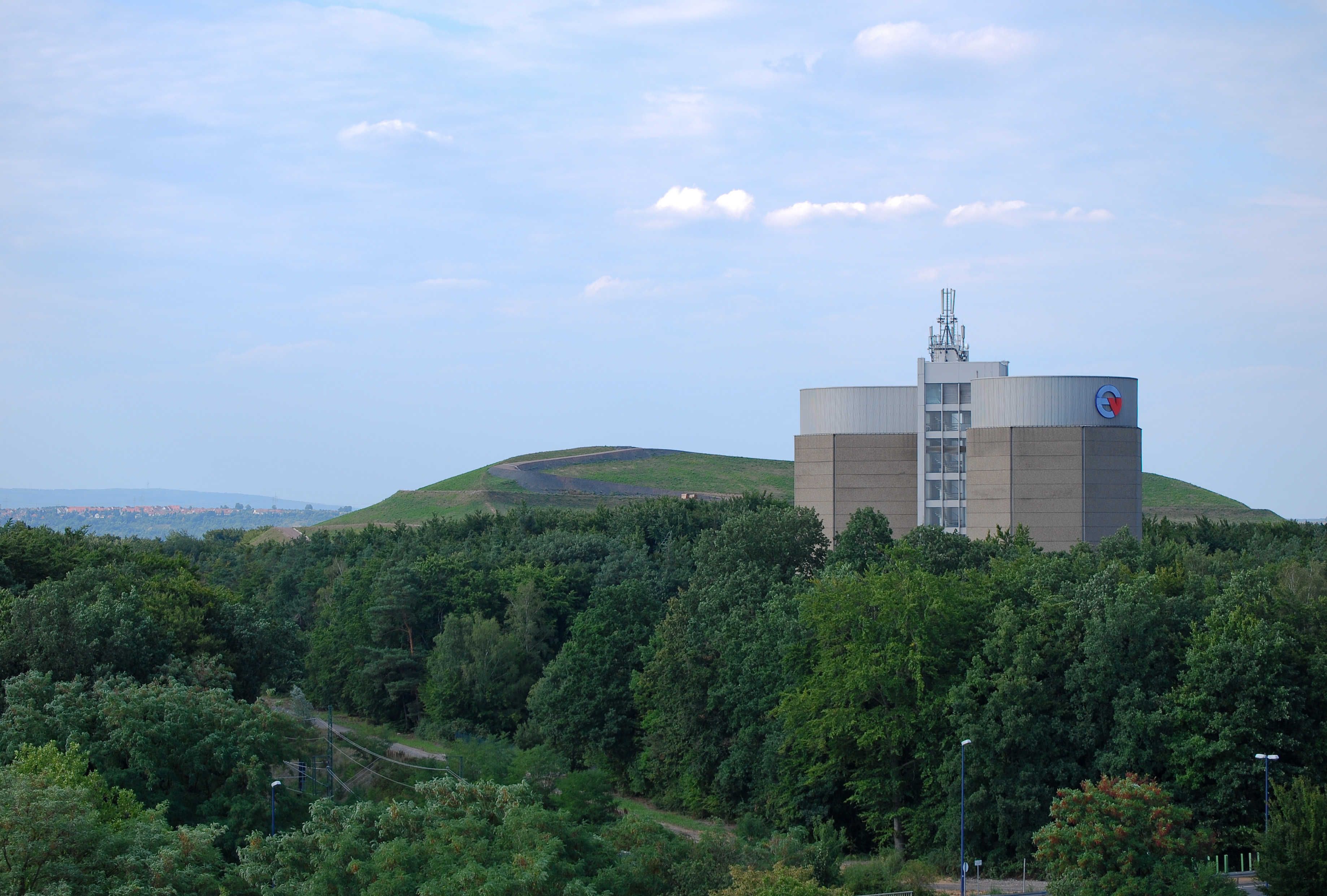
Der Schneckenberg im Hintergrund – im Vordergrund der Wasserturm Offenbach am Main

Der Schneckenberg ist mit 166 m die höchste Erhebung in der hessischen Stadt Offenbach am Main. Er stellt die östliche Fortsetzung des Bieberer Berges dar, ist von diesem jedoch durch den Einschnitt der Rodgaubahn getrennt. Mit dem Schneckenberg beginnt westlich der Rodau-Bieberbach-Niederung ein Höhenzug, der den südlichen Rand des Maintals bildet und sich als Höhenstufe über den Bieberer Berg, die Rosenhöhe, den Käsberg und Goldberg bei Oberrad bis zum Sachsenhäuser Berg hinzieht.
Er befindet sich an der Stelle eines ehemaligen 18 Meter tiefen Kalksandsteinbruchs, der nach dem Zweiten Weltkrieg mit Trümmerschutt und ab 1962 als „Deponie Grix“ (benannt nach der Betreiberfirma) mit Haus- und Industriemüll verfüllt wurde. Nach rund 25 Jahren wurde die Deponie in den 1980er Jahren geschlossen. Anschließend entwickelte sich der Schneckenberg zu einem Ausflugsziel; im Sommer wurde das rund drei Hektar große Gelände für Musikfestivals und andere Veranstaltungen genutzt, im Winter als Rodelberg. Zwischen 1999 und 2005 wurde die ehemalige Deponie saniert. Der Zugang ist wegen austretender giftiger Deponiegase für die Öffentlichkeit gesperrt.
Ende 2012 wurde auf der Südseite des Geländes eine etwa vier Millionen Euro teure Photovoltaikanlage mit 12.832 Solarmodulen und rund drei Megawatt Leistung gebaut.